# Karl von Wrangel
Karl Friedrich Wilhelm Freiherr von Wrangel (ur. 28 września 1812 w Królewcu, zm. 28 listopada 1899 w Quitzdorf am See) – generał piechoty Armii Cesarstwa Niemieckiego, wojskowy gubernator Poznania w latach 1872-1876. 

## Życiorys
W 1830 roku rozpoczął służbę w 1. Pułku Piechoty Gwardii Armii Królestwa Prus, w szeregach którego awansował na stopień podporucznika (niem. Secondlieutnant). W latach 1837-1840 kształcił się w Szkole Wojennej w Berlinie. W 1841 roku został dyscyplinarnie usunięty z wojska za udział w pojedynkach. Jednak już w 1843 roku, za wstawiennictwem księcia Wilhelma, powrócił do armii. Niecały rok później został przydzielony do Wydziału Trygonometrycznego i awansowany na porucznika (niem. Premierleutnant). W 1848 roku, po wybuchu I wojny o Szlezwik, został członkiem sztabu swojego wuja Fridricha von Wrangla, który był naczelnym dowódcą wojsk pruskich w tym konflikcie. Następnie był dowódcą batalionu w Kolding, gdzie otrzymał przydomek „Perkusista z Kolding”, gdyż podczas jednej z walk z Duńczykami wyrwał doboszowi bęben i zaczął wybijać krok marszowy by zachęcić swój oddział do walki. Po wycofaniu wojsk pruskich ze Szlezwiku w 1850 roku został przydzielony do Sztabu Generalnego, a rok później powrócił do Wydziału Trygonometrycznego Sztabu Generalnego. W 1852 roku obserwował, wraz z wujem, manewry armii rosyjskiej pod Warszawą. W 1859 roku, jako szef Wydziału Topograficznego w stopniu podpułkownika (niem. Oberstleutnant), został zaproszony na manewry z okazji intronizacji króla Szwecji Karola XV. W tym samym roku objął dowództwo nad 61. Pułkiem Piechoty. W 1864 roku, po awansie na generała majora (niem. Generalmajor) został dowódcą 26. Brygady Piechoty, z którą wyruszył na front wojny prusko-austriackiej. Służąc pod rozkazami gen. von Goebena uczestniczył w bitwach pod Dermbach  oraz w kampanii pruskiej nad Menem. Za swoje zasługi podczas konfliktu został odznaczony Orderem Pour le Mérite. W 1867 roku objął dowództwo nad 18. Dywizją Piechoty i na tym stanowisku awansował do stopnia generała porucznika (niem. Generalleutnant). W trakcie wojny z Francją brał udział w oblężeniu Metz i w Bitwa pod Noiseville. Odegrał kluczową rolę w zdobyciu Orleanu przez wojska pruskie, za co otrzymał, od księcia Fryderyka Karola, liście dębu do Pour le Mérite. Pod koniec kampanii frnacuskiej jego dywizja wkroczyła do Le Mans. Po zakończeniu wojny objął stanowisko gubernatowa wojskowego Poznania oraz otrzymał stopień generała piechoty (niem. General der Infanterie). W 1876 roku przeszedł w stan spoczynku z prawem do noszenia munduru 85. Pułku Piechoty. 

## Odznaczenia
Odznaczenia gen. von Wrangla to między innymi:
- Krzyż Wielki Orderu Orła Czerwonego z liśćmi dębu i mieczami
- Order Pour le Mérite z liśćmi dębu
- Order Orła Czerwonego II klasy z gwiazdą, mieczami i liśćmi dębu
- Order Orła Czerwonego IV klasy z mieczami
- Krzyż Żelazny I klasy
- Order Świętego Jana
- Krzyż Zasługi Wojskowej (Hesja)
- Krzyż Zasługi Wojskowej II klasy (Meklemburgia)
- Komandor Orderu Sokoła Białego (Saksonia)
- Komandor II klasy Orderu Ernestyńskiego (Saksonia)
- Order Świętego Włodzimierza IV klasy (Imperium Rosyjskie)
- Order Świętej Anny II klasy z koroną (Imperium Rosyjskie)
- Komandor I klasy Orderu Miecza (Szwecja)